# Liste der Spiele der FIFA-Weltauswahl

Logo der FIFA

Diese Liste enthält die von der FIFA gezählten Spiele der FIFA-Weltauswahl. Die FIFA zählt diese Spiele im Gegensatz zu einigen nationalen Verbänden nicht als Länderspiele der jeweiligen Gegner.

## Legende
Dieser Abschnitt dient als Legende für die nachfolgenden Tabellen.
- n. V. = nach Verlängerung
- i. E. = im Elfmeterschießen
- Gegner = fett markierte Gegner waren zum Zeitpunkt des Spiels amtierender Meister ihrer Konföderation, mit Stern markierte Gegner waren bzw. sind zum Zeitpunkt des Spiels amtierender Weltmeister
- grüne Hintergrundfarbe = Sieg der FIFA-Weltauswahl
- rote Hintergrundfarbe = Niederlage der FIFA-Weltauswahl
- gelbe Hintergrundfarbe = Remis (Unentschieden)

### Männer
| Nr. | Datum              | Ergebnis       | Gegner                          | Austragungsort                          | Anlass                                                                             | Torschützen |
| --- | ------------------ | -------------- | ------------------------------- | --------------------------------------- | ---------------------------------------------------------------------------------- | --- |
| 1   | 23. Oktober 1963   | 1:2            | England                         | Wembley, London (ENG)                   | 100 Jahre FA                                                                       | 66′ 0:1 Terry Paine, 82′ 1:1 Denis Law , 90′ 1:2 Jimmy Greaves |
| 2   | 27. September 1967 | 3:0            | Spanien                         | Bernabéu, Madrid (ESP)                  | 65. Geburtstag von Ricardo Zamora                                                  | 23′ 1:0 Sandro Mazzola , 82′ 2:0 Eusébio , 88′ 3:0 Fernand Goyvaerts |
| 3   | 6. November 1968   | 1:2            | Brasilien                       | Maracanã, Rio de Janeiro (BRA)          | 10. Jahrestag des 1. WM-Titels für Brasilien                                       | 20′ 0:1 Roberto Rivelino, 33′ 1:1 Flórián Albert 90′ 1:2 Tostão |
| 4   | 19. Dezember 1973  | 1:2            | Brasilien*                      | Maracanã, Rio de Janeiro (BRA)          | Abschiedsspiel für Garrincha                                                       | 2′ 1:0 Miguel Brindisi , 40′ 1:1 Pelé, 65′ 1:2 Luís Pereira |
| 5   | 25. Juni 1979      | 2:1            | Argentinien*                    | River-Plate Stadium, Buenos Aires (BRA) | 1. Jahrestag des 1. WM-Titels für Argentinien                                      | 28′ 0:1 Diego Maradona, 68′ (Eigentor) 1:1 Rubén Galván, 73′ 2:1 Zico |
| 6   | 7. August 1982     | 2:3            | Europa-Auswahl                  | Giants Stadium, East Rutherford (USA)   | Benefizspiel für UNICEF                                                            | 29′ 1:0 Zico , 35′ 2:0 Lakhdar Belloumi , 58′ 2:1 Kevin Keegan , 79′ 2:2 Bruno Pezzey , 88′ 2:3 Giancarlo Antognoni                                                                                |
| 6   | 27. Juli 1987      | 2:2, 3:4 i. E. | / Amerika-Auswahl               | Rose Bowl Stadium, Pasadena (USA)       | Benefizspiel für UNICEF                                                            | 15′ 1:0 Terry Butcher , 59′ 2:0 Paolo Rossi , 81′ 2:1 Salvador Cabañas , 88′ 2:2 Diego Maradona |
| 7   | 8. Oktober 1991    | 1:3            | Deutschland*                    | Olympiastadion, München (DEU)           | Benefizspiel für UNICEF                                                            | 27′ 1:0 Christo Stoitschkow , 29′ 1:1 Dietmar Beiersdorfer, 35′ 1:2 Stefan Effenberg, 38′ (Eigentor) 1:3 Oscar Ruggeri                                                                             |
| 8   | 16. Juli 1996      | 1:2            | Brasilien*                      | Giants Stadium, East Rutherford (USA)   | Benefizspiel für die SOS-Kinderdörfer                                              | 48′ 0:1 Bebeto, 69′ 1:1 Jürgen Klinsmann , 78′ 1:2 Roberto Carlos |
| 9   | 3. Juli 1997       | 5:3            | Asien-Auswahl                   | Hong Kong Stadium, Hongkong             | Wiedervereinigungs-Pokal in Hongkong                                               | 11′ 0:1 Chodadad Azizi , 18′ 1:1 George Weah , 25′ 2:1 Alfonso , 32′ 3:1 Hakan Şükür , 53′ 4:1 Claudio Reyna , 68′ 5:1 Jean-Pierre Papin , 74′ 5:2 Mohammed Salem Al-Enazi , 79′ 5:3 Karim Bagheri |
| 10  | 18. August 1997    | 2:0            | Russland – Allstars             | Olympiastadion Luschniki, Moskau (RUS)  | 100-Jahr-Jubiläum des russischen Fußballverbandes                                  | 52′ 1:0 Youri Djorkaeff , 78′ 2:0 Julen Guerrero |
| 11  | 4. Dezember 1997   | 5:2            | Europa-Auswahl                  | Stade Vélodrome, Marseille (FRA)        | Benefizspiel für die SOS-Kinderdörfer                                              | 2′ 0:1 Marius Lăcătuș , 16′ 1:1 Antony de Ávila , 22′, 43′ 2:1, 5:1 Ronaldo , 30′, 37′ 3:1, 4:1 Gabriel Batistuta , 60′ 5:2 Zinédine Zidane                                                        |
| 12  | 9. September 1998  | 4:4            | Türkei – Allstars               | İnönü Stadı, Istanbul (TUR)             | 75. Jahrestag der Gründung der Republik Türkei und des türkischen Fußballverbandes | 24′, 45′ (Strafstoß) 0:1 1:2 Elvir Baljić , 28′, 70′, 94′ (Strafstoß) 1:1, 2:2, 4:4 Gheorghe Hagi , 66′ 1:3 Abdülkadir Demirci, 74′ 3:2 Jean-Pierre Papin , 87′ 3:4 Ümit Davala                    |
| 13  | 6. Dezember 1998   | 2:6            | Italien                         | Stadio Olimpico, Rom (ITA)              | 100-Jahr-Jubiläum des italienischen Fußballverbandes                               | 9′ 0:1 Filippo Inzaghi, 20′ 1:1 Gabriel Batistuta , 22′ 2:1 George Weah , 36′ 2:2 Eusebio Di Francesco, 40′ 2:3 Diego Fuser, 56′, 79′, 85′ 2:4, 2:5, 2:6 Enrico Chiesa                             |
| 14  | 12. Juni 1999      | 2:3            | Australien                      | Stadium Australia, Sydney (AUS)         | Offizielle Einweihung des Olympiastadions                                          | 9′ 1:0 Murat Yakin , 46′ 1:1 Ned Zelic, 57′ 1:2 Brett Emerton, 66′ (Eigentor) 1:3 Javier Margas , 88′ 2:3 Wynton Rufer                                                                             |
| 15  | 17. August 1999    | 2:2            | Mandela XI                      | Ellis-Park-Stadion, Johannesburg (ZAF)  | Abschiedsspiel für Nelson Mandela                                                  | 51′, 89′ 0:1, 2:2 Kalusha Bwalya , 52′ 1:1 Thomas Häßler , 63′ 2:1 Ľubomír Moravčík |
| 16  | 25. April 2000     | 1:0            | Bosnien und Herzegowina         | Olympia Stadium, Sarajevo (BIH)         | Football for Peace                                                                 | 83′ (Strafstoß) 1:0 Roberto Baggio |
| 17  | 16. August 2000    | 1:5            | Frankreich*                     | Stade Vélodrome, Marseille (FRA)        | Benefizspiel für die SOS-Kinderdörfer                                              | 11′, 27′, 46′ 0:1, 0:2, 0:3 David Trezeguet, 56′ 0:4 Robert Pires, 78′ 0:5 Nicolas Anelka, 79′ (Strafstoß) 1:5 Roberto Baggio                                                                      |
| 18  | 15. Februar 2005   | 6:3            | Schewtschenko XI                | Camp Nou, Barcelona (ESP)               | FIFA/AFC-Tsunami-Solidaritätsfonds für die Opfer der Flutkatastrophe in Asien      | . 6′, 45′ 1:0, 3:1 Samuel Eto’o , 19′ 2:0 Ronaldinho , 26′ 2:1 Alessandro Del Piero , 50′ 3:2 Gianfranco Zola , 55′ 3:3 Humberto Suazo , 60′, 64′ 4:3, 5:3 Henri Camara , 79′ 6:3 Cha Du-ri        |
| 19  | 1. Juli 2007       | 0:2            | Volksrepublik China-Hongkong XI | Hong Kong Stadium, Hongkong             | 10. Jahrestag der Vereinigung von China und Hongkong                               | 41′ 0:1 Zhao Xuri, 52′ 0:2 Shao Jiayi |
| 20  | 18. Juli 2007      | 3:3            | Afrika-Auswahl                  | Newlands-Stadion, Kapstadt (ZAF)        | 90 Minuten für Nelson Mandela aus Anlass seines 89. Geburtstags                    | 6′ 1:0 Iván Zamorano , 9′ 1:1 Abédi Pelé , 30′ 1:2, 50′ 2:3 Hossam Hassan , 44′ 2:2 Ruud Gullit , 72′ 3:3 Julen Guerrero                                                                           |

### Frauen
| Nr. (FIFA) | Datum            | Ergebnis | Gegner              | Austragungsort                           | Anlass                         | Torschützinnen |
| ---------- | ---------------- | -------- | ------------------- | ---------------------------------------- | ------------------------------ | --- |
| 1          | 14. Februar 1999 | 2:1      | USA                 | Spartan Stadium, San José (USA)          | Auslosung der WM-Endrunde 1999 | 55′, 61′ 1:1, 2:1 Charmaine Hooper , 24′ 0:1 Julie Foudy                                                                  |
| 2          | 25. April 2004   | 3:2      | Deutschland*        | Stade de France, Saint-Denis (FRA)       | 100 Jahre FIFA                 | 16′ 1:0 Malin Moström , 27′ 1:1 Birgit Prinz, 44′ 1:2 Kerstin Garefrekes; 48′ 2:2 Victoria Svensson , 71′ 3:2 Mercy Akide |
| 3          | 21. April 2007   | 2:3      | Volksrepublik China | Wuhan-Sports-Center-Stadion, Wuhan (CHN) | Auslosung der WM-Endrunde 2007 | 4′ 1:0 Conny Pohlers , 14′ 1:1 Liu Sa, 27′ 1:2 Han Duan, 42′ 2:2 Cheryl Salisbury , 90′ 2:3 Ji Ting                       |